# Kamel Bou Ali
Kamel Bou Ali, né le 6 décembre 1958 à Tunis, est un boxeur tunisien.

## Carrière
Passé professionnel en 1977, il remporte le titre de champion du monde des poids super-plumes WBO du 9 décembre 1989 (victoire par KO à la huitième reprise contre le Portoricain Antonio Rivera) au 21 mars 1992 (défaite aux points face au Français Daniel Londas).
Bou Ali met un terme à sa carrière en 1993 sur un bilan de 45 victoires, quatre défaites et trois matchs nuls.